# Sanfilippodytes belfragei
Sanfilippodytes belfragei är en skalbaggsart som först beskrevs av Sharp 1882.  Sanfilippodytes belfragei ingår i släktet Sanfilippodytes och familjen dykare. Inga underarter finns listade i Catalogue of Life.